# جاي ليستير مادن
جاي ليستير مادن (بالإنجليزية: J. Lester Madden)‏ هو متزلج فني أمريكي، ولد في 13 ديسمبر 1909 في بوسطن في الولايات المتحدة، وتوفي في 15 سبتمبر 1984.

## وصلات خارجية
- جاي ليستير مادن على موقع أوليمبيديا (الإنجليزية)